# Arbeiterwohnungsbaugenossenschaft

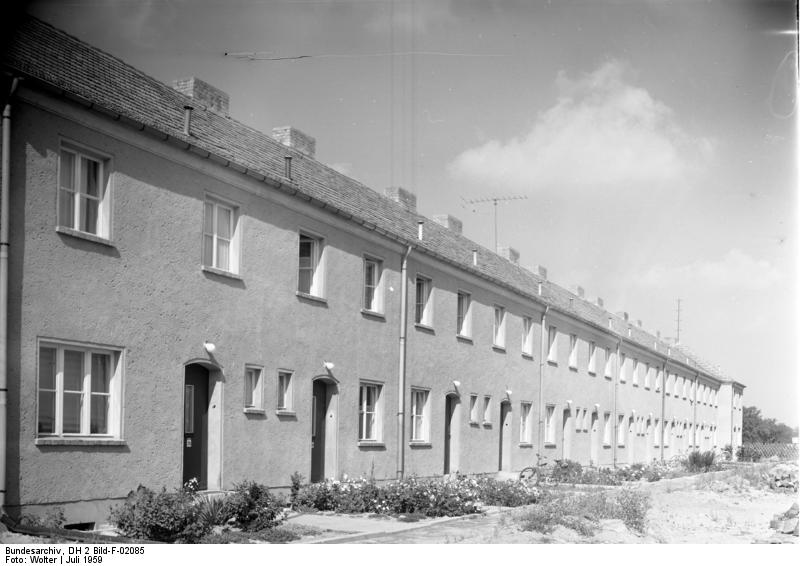
AWG-Neubauten in Brandenburg an der Havel, 1959

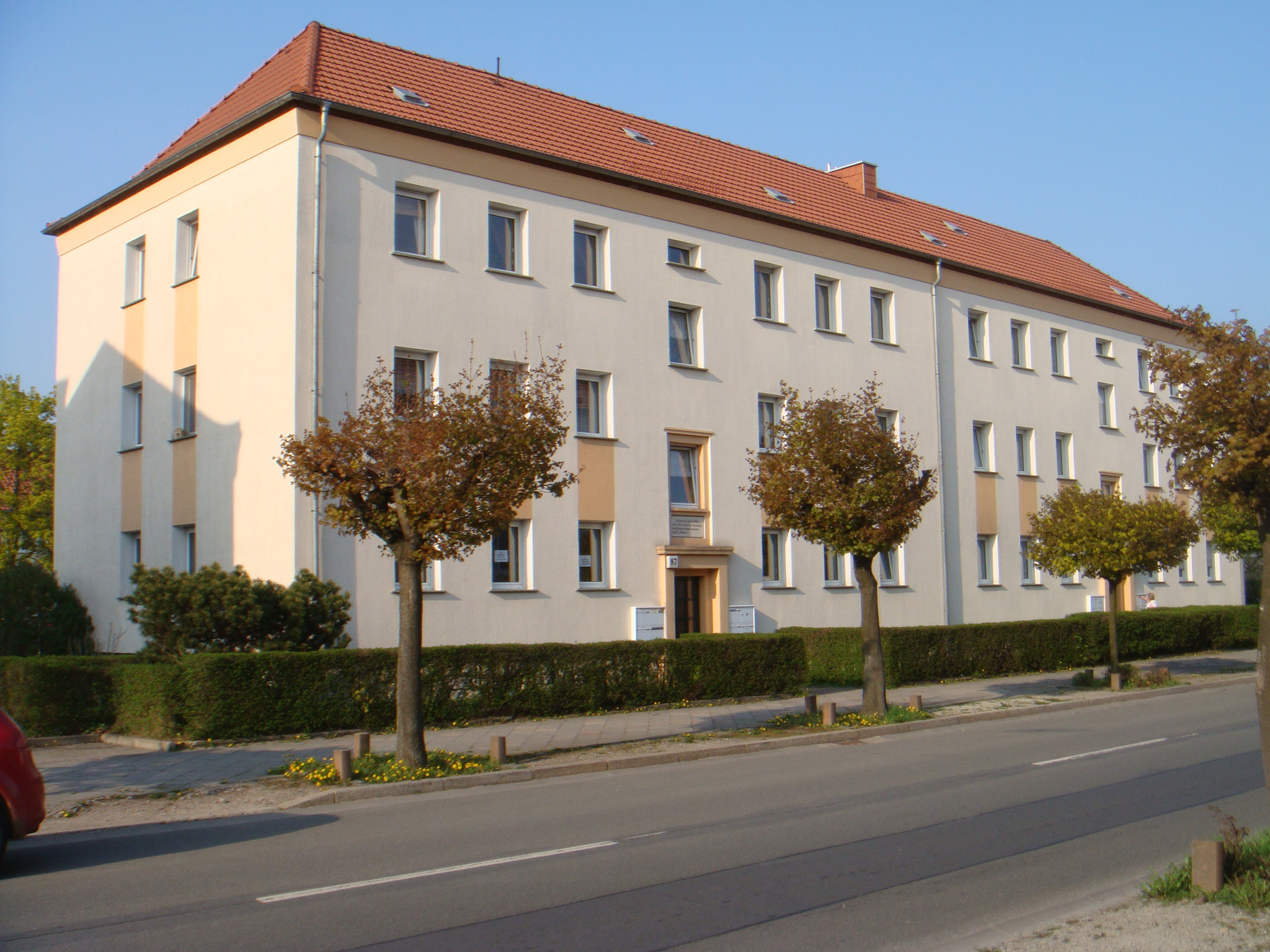
Erster Block der AWG „Aufbau“ Apolda (1955)

Eine Arbeiterwohnungsbaugenossenschaft (AWG) war in der DDR ein genossenschaftlicher Zusammenschluss von Beschäftigten mit dem Ziel, Wohnungen gemeinschaftlich zu bauen, zu erhalten und zu verwalten. Daneben existierten ältere Gemeinnützige Wohnungsbaugenossenschaften (GWG), die bereits vor 1945 gegründet worden waren.

## Historischer Hintergrund
Seit dem späten 19. Jahrhundert gründeten Gewerkschafter und Sozialdemokraten im Deutschen Reich Wohnungsbaugenossenschaften, finanziert durch Mitgliedersparen, kommunale Kredite und Subventionen. Beispiele sind der Beamten-Wohnungs-Verein (Frankfurt (Oder), 1892) oder die „Gewoba“ von 1926. Unter der NS-Herrschaft wurden viele Genossenschaften gleichgeschaltet oder liquidiert; einige GWG überstanden jedoch das „Dritte Reich“ und wurden nach 1945 in die ostdeutsche Wohnungswirtschaft eingebunden.

## Entstehung der AWG in der DDR
Die Proteste des 17. Juni 1953 zeigten den politischen Handlungsdruck, woraufhin der Ministerrat am 10. Dezember 1953 die „Verordnung über die weitere Verbesserung der Arbeits- und Lebensbedingungen der Arbeiter und der Rechte der Gewerkschaften“ verabschiedete. Sie erlaubte erstmals ausdrücklich die Bildung von AWG als „freiwilligen Zusammenschlüssen von Arbeitern, Angestellten und Angehörigen der Intelligenz“. Ein Finanzierungserlass vom 4. März 1954 regelte die Grundmittelkredite, gleichzeitig wurde ein obligatorisches Musterstatut veröffentlicht. Im Oktober 1954 richtete die DDR einen besonderen Prüfungsverband für AWG ein.
Bereits im Frühjahr 1954 entstanden die ersten Projekte: Am 24. März wurde in Dresden die AWG TuR (Transformatoren- und Röntgenwerk) gegründet – die später als Sächsische Wohnungsgenossenschaft weiterbestand –, am 4. April folgte die AWG der Warnowwerft in Rostock, und am 29. April 1954 die spätere AWG „1. Mai“ Köpenick. Ende 1954 zählte man bereits 270 AWG mit 14 000 Mitgliedern; bis 1958 stieg ihre Zahl auf 740 (≈ 74 000 Mitglieder).

### Frühphase
Die ersten Wohnanlagen entstanden meist in handwerklicher Ziegelbauweise. Für eine typische Zwei-Raum-Wohnung wurden bis zu 900 Mark Genossenschaftsanteile und rund 600–1000 Arbeitsstunden verlangt. Die AWG stützten sich auf Eigenkapital der Mitglieder, deren Arbeitsleistungen („Muskelhypotheken“) sowie auf zinslose Staatskredite, die bis zu 85 % der Baukosten deckten. Im Gegenzug erhielten die Mitglieder ein Nutzungsrecht auf Lebenszeit und konnten – anders als bei kommunaler Vergabe – mit maximal drei Jahren Wartezeit rechnen. 

### Industrialisierte Expansion
Ab 1962 prägten großtafelige Plattenbausysteme (Q3A, IW 64, WB 70) den AWG-Neubau. Die körperlichen Eigenleistungen traten allmählich hinter höheren Geldanteilen zurück; gleichzeitig sank der AWG-Anteil am gesamten Neubau zunächst auf 31 % (1968). Seit 1972 konnten auch Beschäftigte benachbarter Betriebe Mitglied werden; damit stabilisierte sich der AWG-Anteil ab 1975 wieder bei etwa einem Drittel aller Wohnungsfertigstellungen.
Zwischen 1976 und 1990 lief das große staatliche Wohnungsbauprogramm, das 2,8–3,0 Mio. neue oder modernisierte Wohnungen vorsah. Davon errichteten AWG knapp ein Drittel, mehrheitlich fünf- bis elfgeschossige Blöcke mit Fernwärme und späteren Wärmedämmungen.

## Organisation, Finanzierung und Gemeinwohlorientierung
AWG waren basisdemokratisch organisiert: Die Generalversammlung wählte Vorstand und Revisionskommission, die wiederum dem 1954 geschaffenen Prüfungsverband unterstanden. Land war Volkseigentum und wurde den Genossenschaften unentgeltlich und unbefristet überlassen. Die monatliche Nutzungsgebühr lag konstant bei 55–65 Pfennig pro Quadratmeter und deckte lediglich Betriebskosten. Gewinne durften nicht erzielt werden – der gemeinnützige Charakter war systemimmanent und nicht an ein spezielles Gesetz wie das westdeutsche WGG geknüpft.
Die Wohnungsvergabe erfolgte nach einem differenzierten Punktsystem: Familiengröße, bisherige Wohnverhältnisse, Datum des Genossenschaftsbeitritts sowie Leistungen am Arbeitsplatz und gesellschaftliche Mitarbeit bestimmten die Reihenfolge. Da AWG meist betriebsnah organisiert waren, bestand ein direkter Zusammenhang zwischen Arbeitsplatz und Wohnung.

### Fusionen, territoriale Bereinigungen und Plattenbauübernahmen
Um Verwaltung und Instandhaltung zu rationalisieren, beförderte eine AWG-Reform von 1963 gezielt Genossenschaftszusammenlegungen. So vereinigten sich 1965 in Halle fünf AWG zur Groß-AWG »Freiheit«; in Rostock, Dresden oder Frankfurt (Oder) wurden in den 1970er Jahren kleinere GWG in größere AWG integriert. Parallel führten „territoriale Bereinigungen“ in Städten wie Karl-Marx-Stadt zu klar abgegrenzten Genossenschaftsbezirken, während neu errichtete Plattenbauten (z. B. Delitzsch-Nord, Dresden-Gorbitz) häufig direkt in AWG-Bestand übergingen.

## Gemeinnützige Wohnungsgenossenschaften und ihr Übergang in die DDR
Nach der Staatsgründung erkannte die DDR die älteren Gemeinnützigen Wohnungsgenossenschaften aus dem Deutschen Reich formal als Teil des sozialistischen Eigentumssystems an. Artikel 11 der Verfassung von 1949 stufte Genossenschaftseigentum – neben Volkseigentum – als geschützte Eigentumsform ein. Planungs- und Parteiorgane sahen die kleinen, dividendengebundenen GWG allerdings zunehmend als »bürgerlich« und organisatorisch zersplittert. Um sie in die zentrale Wohnungswirtschaft einzugliedern, setzte die Regierung auf eine Politik der **Transformation statt Enteignung**. Eine Verordnung von 1957 ermöglichte GWG die freiwillige Umwandlung in Arbeiterwohnungsbaugenossenschaften (AWG), sofern sie ihre Satzungen an das Musterstatut anpassten und künftige Neubauten nach AWG-Konditionen – kostenfreies Bauland, zinslose Kredite, Pflichtanteile und Eigenleistungen – errichteten.
Diese Verordnung bedeutete zugleich das faktische Ende des Wohnungsgemeinnützigkeitsgesetzes (WGG) von 1940 im Osten: § 21 der »Verordnung über die Umbildung gemeinnütziger und sonstiger Wohnungsbaugenossenschaften« erklärte das WGG ausdrücklich für **nicht anwendbar** auf die DDR-Genossenschaften. Bestehende steuerliche Privilegien aus dem Reichsgesetz entfielen, während die neuen AWG unmittelbar in die sozialistische Planwirtschaft eingebunden wurden.
Das Ergebnis war eine rasche Angleichung: Bereits bis Ende 1958 hatten sich über 400 – nahezu alle – noch vorhandenen Vorkriegs-GWG umgewandelt, weil sie andernfalls weder zinslose Staatskredite noch unentgeltliches Bauland erhielten. Für die wenigen, die vorerst bestehen blieben, galt ein strenger regulatorischer Rahmen: Mietpreisstopp, staatliche Kontrollen, Kreditobergrenzen und Prüfungsauflagen ließen kaum Raum für eigene Neubauambitionen; zugleich verschärfte sich der Instandhaltungsstau mangels Rücklagen. Das erhöhte den Druck, sich einer größeren AWG anzuschließen.
Die **AWG-Reform von 1963** beschleunigte diesen Prozess: Kreis- und Bezirksräte förderten Fusionen und »territoriale Bereinigungen«, bei denen mehrere kleine Genossenschaften in größere Einheiten aufgingen. So schlossen sich 1965 in Halle fünf AWG – darunter die verbliebene GWG »Ammendorf« – zur neuen AWG »Freiheit« zusammen, während in Frankfurt (Oder) zwischen 1975 und 1977 mehrere vor-1945-GWG wie die »Gewoba« oder »Am Weiher« in der AWG »Friedensgrenze« aufgingen. Ähnliche Integrationen fanden ab 1972 in Dresden und 1979 in Riesa statt. Dort, wo Fusionen zunächst ausblieben, unterlagen die GWG denselben Mietpreisstopps, Investitionslenkungen und Prüfungsauflagen wie kommunale Bestände; fehlende Eigenfinanzierungsquellen erhöhten den Instandhaltungsstau und letztlich den Druck zur Eingliederung in eine größere AWG.
Bis Ende der 1970er-Jahre war die Zahl eigenständiger GWG daher drastisch geschrumpft. Ihre Gebäude wurden als **Altbestand** in größeren AWG weiterverwaltet und blieben bis zur Wende 1990 Teil des sozialistischen Genossenschaftseigentums. In der Praxis unterschied sich ihr Status nicht mehr von dem moderner AWG-Siedlungen: Beide unterlagen staatlichen Belegungsrechten, einheitlichen Mietobergrenzen und zentralen Reparaturfonds, sodass die historische Unterscheidung zwischen »bürgerlichen« GWG und sozialistischen AWG spätestens zu diesem Zeitpunkt nur noch archivalische Bedeutung besaß.

## Transformation nach 1990
Zum 3. Oktober 1990 wurden alle Arbeiterwohnungsbaugenossenschaften kraft Einigungsvertrag in »eingetragene Genossenschaften (eG) bürgerlichen Rechts« überführt. Die bis dahin politisch fixierten Niedrigmieten deckten nun lediglich rund 15 Prozent der tatsächlichen Aufwendungen; Grundmieten- und Betriebskostenverordnungen vom Juli 1991 schufen daher die erste Rechtsgrundlage für spürbare Mieterhöhungen. 1993 folgten zwei Schlüsselgesetze: Das Wohnungsgenossenschafts-Vermögensgesetz übertrug den Genossenschaften für symbolische 3 DM/m² das bis dahin volkseigene Grundstückseigentum, während das Altschuldenhilfe-Gesetz ihnen einen Großteil der milliardenschweren DDR-Verbindlichkeiten erließ – allerdings an die Bedingung geknüpft, bis 2003 etwa 15 Prozent ihres Bestands zu veräußern.
Die Umsetzung dieser Privatisierungsauflage fiel regional sehr unterschiedlich aus. In Wachstumsstädten wie Dresden, Leipzig oder Jena konnten manche Genossenschaften deutlich mehr als die geforderten 15 Prozent verkaufen – vor allem an Eigennutzer, aber auch an kommunale Wohnungsgesellschaften oder institutionelle Investoren –, während schrumpfende Regionen Mühe hatten, überhaupt Käufer zu finden. Der Gesetzgeber reagierte 1997 mit der Möglichkeit, sich vorzeitig »schuldhaftfrei« stellen zu lassen, wenn nachweislich kein Markt vorhanden war. So lag die durchschnittliche Quote der tatsächlich veräußerten Genossenschaftswohnungen Ende 2003 bei rund zwölf Prozent; einzelne Unternehmen blieben deutlich darunter, andere überschritten die Marke von 20 Prozent. Rückkäufe ganzer Pakete blieben die Ausnahme; häufiger erwarben Genossenschaften einzelne Wohnungen zurück, wenn sich dort Leerstand abzeichnete oder Miteigentümer sanierungsunwillig waren.
Parallel starteten großvolumige Modernisierungsprogramme – finanziert über die Kreditanstalt für Wiederaufbau, Landesförderfonds und EU-Mittel –, die Fassaden dämmen, Steigleitungen ersetzen, Aufzüge anbauen und oft ganze Grundrisse neu zuschneiden ließen. Zwischen 1991 und 2010 investierten die ostdeutschen Genossenschaften nach Verbandsangaben über 40 Milliarden Euro in ihren Bestand. In schrumpfenden Städten beteiligten sie sich zugleich am Programm »Stadtumbau Ost«: leer stehende Plattenbauten wurden geschossweise zurückgebaut oder ganz abgerissen, um den Markt zu stabilisieren und neue Grünflächen zu schaffen.
Die Transformation löste eine Welle von Fusionen aus. Kleine Genossenschaften schlossen sich zusammen, um Sanierungsvolumen oder IT-Kosten zu stemmen; zugleich boten westdeutsche Partner Kapital und Know-how an. So unterstützte etwa die Hamburger Genossenschaft Bergedorf-Bille eG die Schweriner AWG »Fritz Heckert« mit Krediten und Projektsteuerung, während sich in Halle fünf ehemalige AWG bereits 1992 zur Halleschen Wohnungsgenossenschaft »Freiheit« eG zusammenschlossen.
Trotz gelegentlicher »Kahlschlagsanierungen« in den 1990er-Jahren – besonders bei energetisch überholten fünfgeschossigen Blöcken – blieb der Großteil der ehemaligen AWG-Siedlungen erhalten und präsentiert sich seit den 2010er-Jahren äußerlich wie technisch auf westdeutschem Standard. Die meisten Nachfolgegenossenschaften verfügen aufgrund von Kapitalzuflüssen aus den Verkäufen und einer konservativen Dividendenpolitik über hohe Eigenkapitalquoten von 50 bis 80 Prozent. Damit wurden sie zu gesuchten Partnern in aktuellen Programmen für Aufstockung, Solardächer oder altersgerechten Umbau und haben die ostdeutsche Genossenschaftslandschaft dauerhaft stabilisiert.

## Gegenwart
Heute bewirtschaften mehr als 780 ostdeutsche Wohnungsgenossenschaften – überwiegend mit AWG-Wurzeln – rund 1,07 Millionen Wohnungen. In -vielen Fällen tragen sie seit den 1990er-Jahren neue Namen wie „Wohnungsbaugenossenschaft … eG“ oder „Wohnungsgenossenschaft … eG“ und haben sich teilweise auch umbenannt; nur wenige bewahrten die historische Kurzform **AWG** bewusst als Markenzeichen. Die Auseinandersetzung mit der eigenen Herkunft gehört heute zum Selbstverständnis: zahlreiche Nachfolgegenossenschaften veröffentlichten Festschriften („50 Jahre AWG …“, „Chronik 1954–2014“), pflegen kleine Haus- oder Quartiermuseen und kooperieren mit Stadtarchiven sowie Denkmalschutzbehörden, wenn frühere AWG-Siedlungen – meist vom Typ Q3A oder WBS 70 – unter Schutz gestellt werden.
In Governance-Fragen ähneln die ehemaligen AWG formal westdeutschen Genossenschaften, weisen aber bis heute Besonderheiten auf. Vertreter- und Aufsichtsratswahlen verzeichnen oft höhere Beteiligungsquoten, weil sich das frühere Prinzip „Wohnrecht gegen Mitgliedschaft“ in einem ausgeprägten Genossenschaftsverständnis verfestigt hat. Viele Ost-Genossenschaften betreiben weiterhin eigene Handwerker-Teams oder Energie-gesellschaften und bieten niedrigschwellige Sozial- und Nachbarschaftsangebote, die an die DDR-Tradition der „Mitgliedertreffs“ anknüpfen.
Strukturell unterscheiden sich die Bestände: der Anteil kleiner Grundrisse sowie der Wohnflächen in Plattenbauten ist höher als bei vielen westdeutschen Genossenschaften, und die Mitgliederstruktur blieb lange stärker von Rentner- und Arbeiterhaushalten geprägt. Dennoch haben große Ost-Genossenschaften ihre Plattenbauten seit 1990 nahezu vollständig modernisiert, teils mit Aufstockungen, Aufzügen oder Photovoltaik. Die Nettokaltmieten liegen mit 5–7 €/m² weiter signifikant unter dem Marktniveau der jeweiligen Großstädte.
Auch auf Bundesebene ist das historische Erbe präsent: Der GdW, der Bundesverband der Wohnungswirtschaft, führt die AWG-Tradition in seiner Verbandschronik ausdrücklich als „zweiten Gründungsstrang“ der ostdeutschen Genossenschaftsbewegung.
Stadt- und Landesplaner diskutieren typische AWG-Quartiere inzwischen als eigenständigen Bestandteil des DDR-Bauerbes; mehrere Ensembles – etwa in Rostock-Evershagen, Halle-Neustadt oder Dresden-Gorbitz – stehen unter Denkmalschutz oder sind Teil von IBA- bzw. Energiespar-Modellvorhaben. Damit bilden die Nachfolgegenossenschaften eine Brücke zwischen der sozialpolitischen Idee der AWG und den heutigen Debatten um gemeinwohlorientierten, klimaneutralen Wohnungsbau.